# Окада Кейсуке
Окада Кейсуке (яп. 岡田 啓介; нар. 20 січня 1868, Фукуй — пом. 7 жовтня 1952, Токіо) — японський військовий і державний діяч, прем'єр-міністр Японії в 1934–1936 рр..

## Життєпис

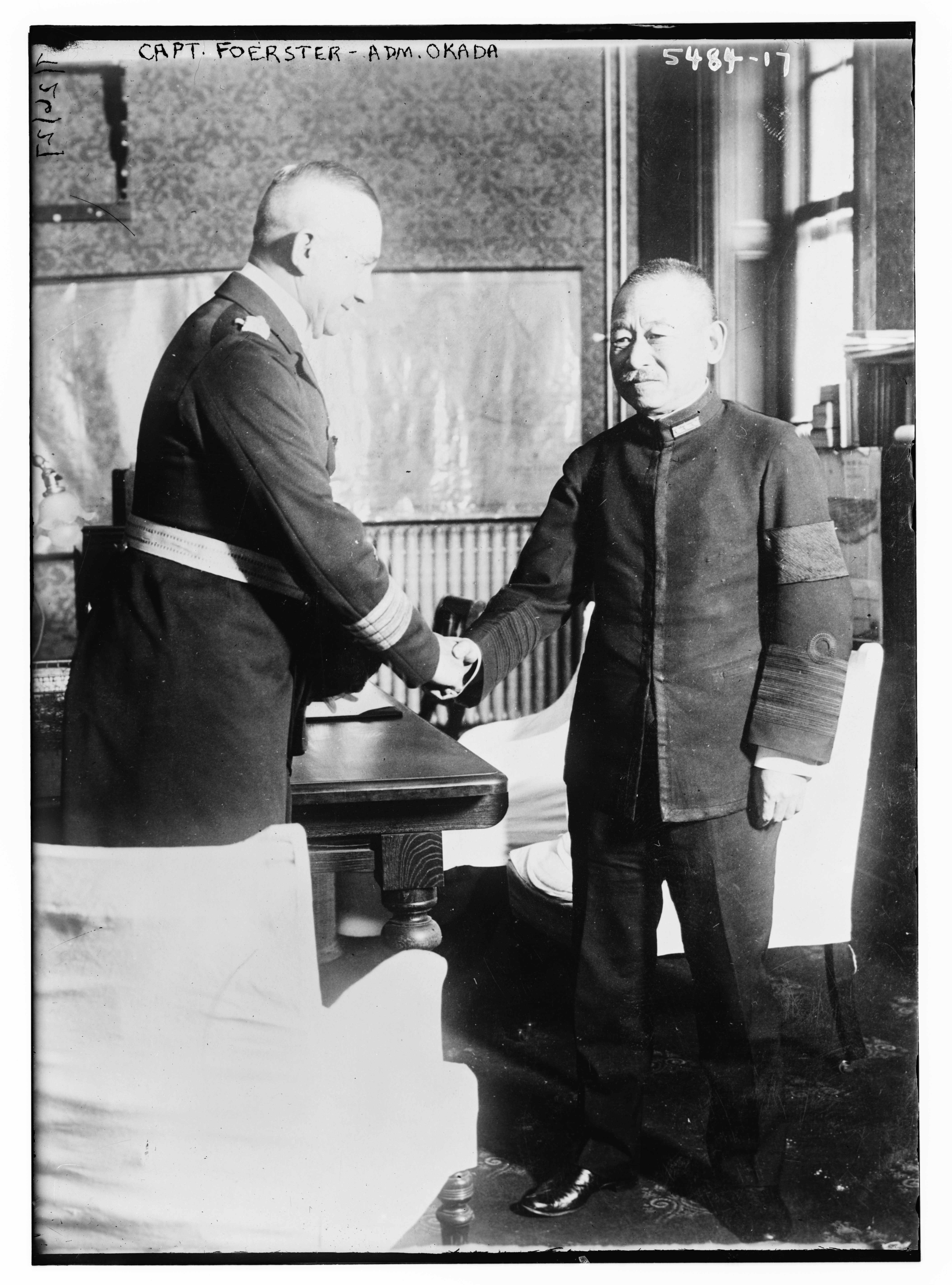
Ріхард Ферстер вітає адмірала Окада.

Випускник Військово-морського коледжу і Військово-морської академії. Служив на флоті під час японсько-китайської (1894–1895) і російсько-японської (1904–1905) воєн. Отримав звання адмірала в 1924 р. У 1927 р. Окада стає міністром Військово-морського флоту. У 1934 р., за підтримки Генро Сайондзі, стає прем'єр-міністром. У період уряду Окада боротьба між «поміркованими» і силами в керівництві армії, що спиралися на фашистські угруповання, досягла своєї кульмінації. 26 лютого 1936 почався фашистський путч. Окада, попереджений про напад, зумів сховатися і уникнув смерті, на відміну від інших членів кабінету. Путч було придушено, а Окада пішов у відставку. У наступний період великих державних постів не займав, але зіграв ключову роль у зміщенні кабінету Тодзіо Хідекі в 1944 р.

## Нагороди
- Орден Священного скарбу
  - 6-го класу (18 листопада 1895)
  - 4-го класу (30 травня 1905)
  - 2-го класу (1 листопада 1915)
- Орден Золотого шуліки
  - 5-го класу (18 листопада 1895)
  - 3-го класу (7 листопада 1915)
  - Пам'ятна медаль Японо-китайської війни (1894—1895)
  - Пам'ятна медаль Російсько-японської війни (1904—1905)
- Пам'ятна медаль вступу на престол імператора Тайсьо
- Військова медаль 1914—1920 (7 листопада 1915)
- Медаль Перемоги
- Орден Вранішнього Сонця
  - 2-го класу (1 листопада 1920)
  - 1-го класу (21 січня 1933)
- Virtuti Militari, лицарський хрест (Польща; 29 травня 1928)
- Пам'ятна медаль вступу на престол імператора Сьова
- Пам'ятна медаль відновлення імперської столиці (5 грудня 1930)
- Королівський Вікторіанський орден, великий хрест (Британська імперія; 28 січня 1930)
- Орден Почесного легіону, великий офіцерський хрест (Франція; 30 травня 1933)
- Орден Квітів павловнії
- Орден морських заслуг (Іспанія), великий хрест